# Jezioro oligotroficzne

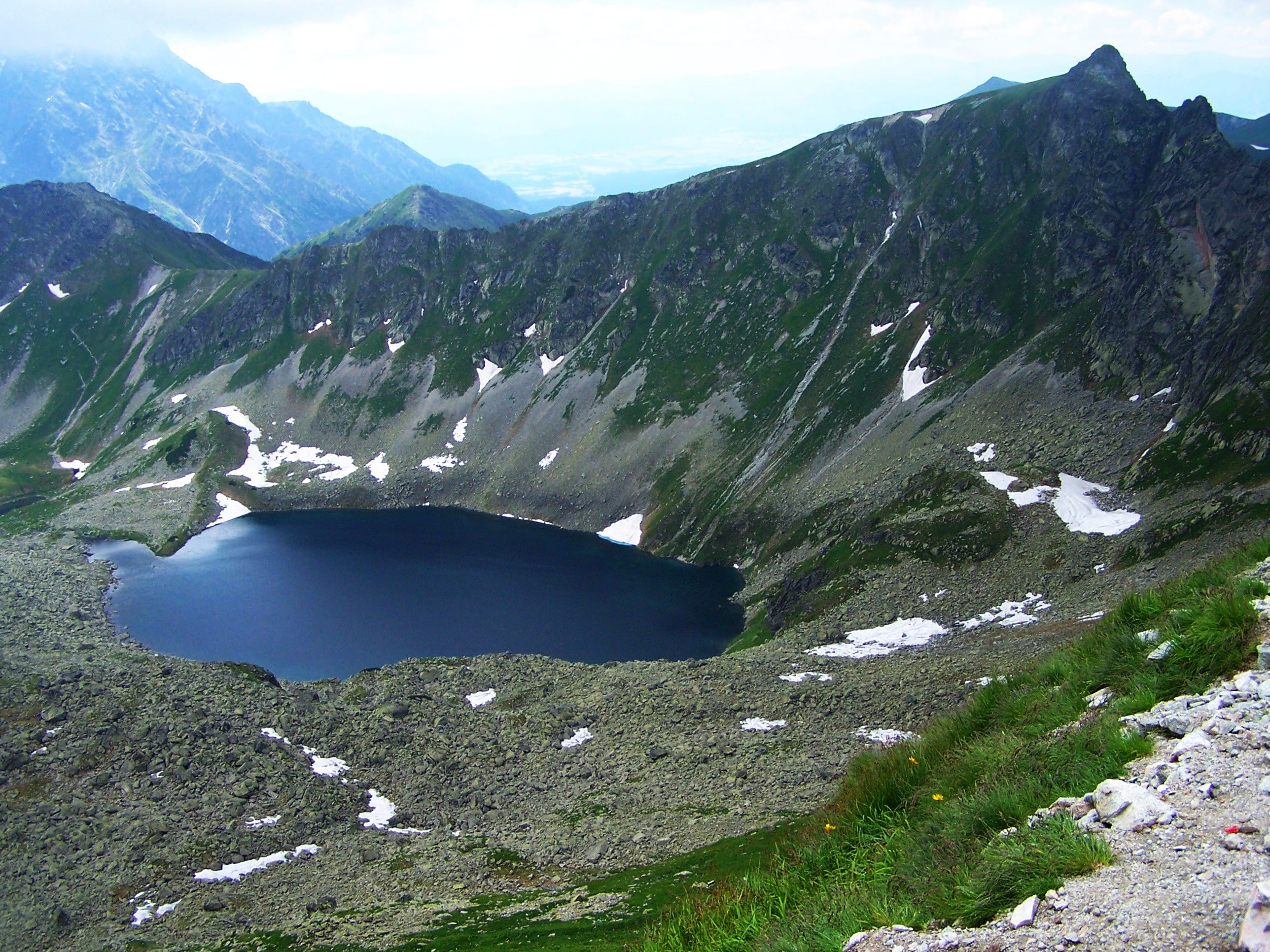
Zadni Staw Polski w Tatrach – przykład oligotroficznego jeziora polodowcowego

Jezioro oligotroficzne – w typologii jezior: jezioro słodkowodne, charakteryzujące się niską zawartością substancji odżywczych rozpuszczonych w wodzie i dobrym natlenieniem. Prawie cała wyprodukowana materia organiczna podlega procesowi mineralizacji i powraca do obiegu, stąd mała ilość osadów.
Jeziora oligotroficzne odznaczają się bogactwem gatunków flory i fauny, przy niewielkiej jednak liczebności osobników danego gatunku. Są to cechy jezior młodych (w sensie geologicznym), dużych i głębokich, także górskich jezior polodowcowych. Jeziora takie mają głęboką warstwę, do której dociera światło, oraz małą ilość pierwiastków biogennych.
Stan oligotroficzny jeziora może utrzymywać się bardzo długo ze względu na specyfikę obiegu fosforu – pierwiastka, którego niedobór hamuje rozwój większej ilości glonów w toni jeziora. Autotrofy żyjące w warstwie przypowierzchniowej jeziora zużywają szybko cały dostępny fosfor, a ich obumierające szczątki są wychwytywane przez tlenowych destruentów. Fosfor w warunkach tlenowych jest przez nich wiązany w trudno rozpuszczalne związki, które opadając na dno, są uwięzione w osadach. Na dnie jeziora zachodzą jednak odmienne procesy – brakuje tam tlenu i w tych warunkach redukcyjnych destruenci produkują związki fosforu łatwo rozpuszczalne w wodzie, którymi syci się woda głębszych warstw jeziora. Jednak ze względu na różnicę temperatur (woda na dnie głębokiego jeziora ma zawsze 4 °C) wody z głębin rzadko mieszają się z przypowierzchniowymi i fosfor nie wydostaje się do warstwy fotycznej, gdzie mógłby zostać wykorzystany przez plankton roślinny. Sytuacja zmienia się, gdy jezioro z biegiem czasu wypłyca się. Różnica w temperaturze wody maleje, zwłaszcza wiosną i jesienią i wiatr może wymieszać wodę, udostępniając łatwo przyswajalne związki fosforu warstwie przypowierzchniowej. Jeśli stanie się to na wiosnę, może nastąpić tzw. „zakwit jeziora” – masowy rozrost glonów, które mając pod dostatkiem światła i związków odżywczych, szybko pokrywają powierzchnię wody. Blokuje to dostęp światła do głębszych warstw jeziora i powoduje powstanie w nim warunków beztlenowych, w których nie mogą już żyć ryby i inne organizmy oddychające tlenem. Jezioro przechodzi w stan eutroficzny, z którego już zazwyczaj nie wraca – beztlenowe warunki w prawie całym przekroju jeziora powodują uwalnianie coraz większej ilości przyswajalnego fosforu, sprzyjając rozwojowi glonów w kolejnych sezonach. Proces eutrofizacji może przyspieszyć dopływ zanieczyszczeń produkowanych przez człowieka (np. nawozów z pól uprawnych bogatych w fosforany).